# Dillingen (huyện)
Dillingen là một huyện ở bang Bayern, Đức. Huyện này giáp các huyện (từ phía bắc theo chiều kim đồng hồ): Donau-Ries, Augsburg và Günzburg, và bang Baden-Württemberg (huyện Heidenheim).
Huyện đã được lập năm 1972 thông qua việc sáp nhập các huyện cũ Dillingen và phần phía tây của huyện cũ Wertingen. Thành phố Dillingen mất tứ cách một thành phố không thuộc huyện và thành thủ phủ của huyện mới.
Sông Danube chảy vào huyện ở phía tây nam và ra ở phía đông. 

## Thị xã và đô thị
| Thị xã | Đô thị | |
| --- | --- | --- |
| 1. Dillingen an der Donau 2. Gundelfingen an der Donau 3. Höchstädt an der Donau 4. Lauingen 5. Wertingen | 1. Aislingen 2. Bachhagel 3. Bächingen 4. Binswangen 5. Bissingen 6. Blindheim 7. Buttenwiesen 8. Finningen 9. Glött 10. Haunsheim 11. Holzheim | 1. Laugna 2. Lutzingen 3. Medlingen 4. Mödingen 5. Schwenningen 6. Syrgenstein 7. Villenbach 8. Wittislingen 9. Ziertheim 10. Zöschingen 11. Zusamaltheim |